# Tepemaxalco
Tepemaxalco es una localidad del estado mexicano de Puebla. Es cabecera del municipio de Tepemaxalco.

## Demografía
| Censo | Población |
| ----- | --------- |
| 1900  | 228       |
| 1910  | 269       |
| 1921  | 203       |
| 1930  | 240       |
| 1940  | 290       |
| 1950  | 322       |
| 1960  | 362       |
| 1970  | 560       |
| 1980  | 549       |
| 1990  | 715       |
| 1995  | 732       |
| 2000  | 828       |
| 2005  | 814       |
| 2010  | 797       |
| 2020  | 817       |